# 춘성군·양구군·인제군
춘성군·양구군·인제군은 대한민국의 옛 국회의원 선거구이다. 당시 강원도 춘성군, 양구군, 인제군 지역을 관할했다.

## 역사
제13대 국회의원 선거를 앞두고 소선거국제가 도입되면서 춘성군과 양구군, 인제군이 하나의 선거구를 구성하게 되면서 신설되었다.
1992년 2월, 춘성군이 춘천군으로 개칭되었다. 이에 제14대 국회의원 선거를 앞두고 춘성군·양구군·인제군 선거구가 춘천군·양구군·인제군 선거구로 개편되었다.

## 역대 국회의원
| 선거   | 정당 | 정당       | 의원   |
| ------ | ---- | ---------- | ------ |
| 1988년 |      | 민주정의당 | 이민섭 |

## 역대 선거 결과

### 대한민국 제13대 국회의원 선거
|  | 53.29% |

|  | 35.69% |

|  | 11.01% |